# Hypothyris daeta
Hypothyris daeta är en fjärilsart som beskrevs av Jean Baptiste Boisduval 1836. Hypothyris daeta ingår i släktet Hypothyris och familjen praktfjärilar. Inga underarter finns listade i Catalogue of Life.